# شهرستان لامرد
شهرستان لامِرد یکی از شهرستان‌های استان فارس ایران است. مرکز این شهرستان، شهر لامرد است.

## جمعیت
جمعیت این شهرستان بر طبق سرشماری سال ۱۳۹۵، برابر با ۹۱٬۷۸۲ تن بوده است.

## جغرافیا
شهرستان لامرد با ۵۶۸۳/۴ کیلومتر مربع مساحت در طول جغرافیایی ۵۲ ۵۴ و عرض جغرافیایی ۲۷ ۲۸ در جنوبی‌ترین نقطه استان فارس واقع شده است. فاصلهٔ شهرستان لامرد تا خلیج فارس، تقریباً ۷۴ کیلومتر است. لامرد به‌طور دقیق در ۴۰۵ کیلومتری شیراز و ۴۰ کیلومتری مِهر قرار دارد و ۴٫۶٪ از مساحت کل استان را به خود اختصاص داده است. با اختلاف ارتفاع ۴۵۰ تا ۵۰۰ متر از سطح دریا و متوسط بارندگی سالیانه حدود ۲۵۰ میلی‌متر با ویژگی سیل‌آسا در مدت کوتاهی از سال (سه ماه سال) و تبخیر سالیانه ۴۰۰۰ میلی‌متر دارای آب و هوایی گرم و خشک می‌باشد، در این منطقه حداکثر گرما در فصل تابستان ۵۵ درجه سانتیگراد بالای صفر و سردترین زمان آن صفر درجه سانتیگراد می‌باشد.

## سرشناسان عرصهٔ فرهنگ و هنر
- خلیل ذکاوت (شاعر)
- احمد اکبرپور (نویسنده)
- میلاد اکبرنژاد (کارگردان تئاتر و نمایش نامه نویس)

## محدوده شهرستان لامرد
شهرستان لامرد از شمال و شمال شرقی به خنج، گراش، اوز و لار]] و از جنوب شرقی شهرستان پارسیان (گاوبندی) و شهرستان بندر لنگه، و از سمت مشرق به شهرستان بستک و از طرف مغرب به عسلویه، کنگان، فراشبند، فیروزآباد محدود می‌گردد.

## وضعیت توپوگرافی
شهرستان لامرد از جمله هموارترین مناطق استان فارس است، شهرستان لامرد، از چند رشته کوه موازی که جهت آن‌ها از شمال غربی به سوی جنوب شرقی است تشکیل یافته و دشت‌های هموار و نسبتاً پهناوری چون «اشکنان»، «دشت مرکزی» که در میان رشته کوه‌های مذکور جای دارند نواحی هموار و مسکونی آن را تشکیل می‌دهند.

## رشته کوه سادول
رشته کوه سادول، واقع در جنوب، آن را از شهرستان «بندر پارسیان» جدا می‌کند و کوه‌های «تخته سروه دیوانی»، «تنگ خور و هوا» آن را از شهرستان «لارستان» جدا می‌سازد و کوه‌های «ماده» و «هفتچین» مرز میان این شهرستان و شهرستان کنگان را تشکیل می‌دهند. کوه لنگه آسیایی با ارتفاع ۱۶۹۴ متر بلندترین کوه این شهرستان است و کوه‌های «تنگ خور» (۱۴۶۳ متر) و «علامرودشت» (۱۴۳۰ متر) نیز از دیگر کوه‌های بلند شهرستان لامرد به‌شمار می‌آیند و رودخانه‌های «بیرمی»، «مهران» و «گاوبندی» که خشکرودهایی بیش نیستند، رودهای این شهرستان را تشکیل می‌دهند. آب و هوای شهرستان لامرد بسیار گرم و خشک است. وجود یک رشته‌کوه بلند، شهرستان لامرد را به دو بخش و قسمت مجزا یکی دشت مرکزی (شامل بخش مرکزی و بخش اشکنان) و دیگری دشت علامرودشت (شامل بخش چاه‌ورز، بخش خیرگو و بخش علامرودشت) تقسیم نموده است.

## آثار تاریخی

### سنگ چله گاه
این اثر تاریخی در شهرستان لامرد می‌باشد که در ابتدای ورودی روستای خالده در جهت شرقی و در دامنه جنوبی کلات خالده قرار گرفته، به صورت سنگ بسیار بزرگی از دور قابل مشاهده می‌باشد. نام محلی این بنا سنگ چله گاه است. به نظر می‌رسد این سنگ بزرگ تک‌های از همان کوه مشرف به آن است که بر اثر گذر زمان به دامنه آن سقوط کرده و تا به امروز همان‌جا مانده است. در پهلوی شرقی دو اتاقک کنده کاری شده و همچنین در قسمت بالای این سنگ دو حفره مستطیل شکل تراشیده شده به دست بشر می‌بینیم که در مورد کارکرد آن‌ها نظرات متفاوتی موجود می‌باشد. نخست با توجه به شباهت آن‌ها با استودان‌های زردشتیان، این احتمال می‌رود که این حفره‌ها مربوط به همان دورانی باشد که مردمان زردشتی مردگان خود را برای جلوگیری از آلودگی خاک در محیط آزادی می‌گذاشتند و پس از مدتی که فقط استخوان‌های مردگان باقی می‌ماند آن‌ها را در این استودان‌ها (استخوان دانها) قرار می‌دادند؛ و نظر دوم اینکه: با توجه به محل قرار گرفتن این سنگ در کنار راهی پر عبور و مرور این احتمال است که از این حفره‌ها برای ایجاد کمینگاه و رصد عابرین و کاروانهایی استفاده می‌شده که از این مسیر عبور می‌کردهاند.
بافت روستاهای آن طولی، در کنار محورهای ارتباطی اصلی به شهرستان شکل گرفته است و غالباً در دامنه کوه هستند. پوشش گیاهی این منطقه ضعیف بوده و اغلب کهور، گز، نخل و خارشتر می‌باشد.

## تقسیمات کشوری
شهرستان لامرد دارای ۵ بخش، ۱۰ دهستان و ۶ شهر به شرح زیر است:
| بخش       | مرکز بخش  | جمعیت بخش (۱۳۹۵) | نام دهستان | مرکز دهستان | جمعیت دهستان (۱۳۹۵) | شهر                   | جمعیت شهر (۱۳۹۵)    |
| --------- | --------- | ---------------- | ---------- | ----------- | ------------------- | --------------------- | ------------------- |
| مرکزی     | لامرد     | ۴۴٬۰۶۶ نفر       | سیگار      | سیگار       | ۱۰٬۹۵۳ نفر          | لامرد شهر جدید تابناک | ۲۹٬۳۸۰ نفر          |
| مرکزی     | لامرد     | ۴۴٬۰۶۶ نفر       | حومه       | ترمان       | ۳٬۷۳۳ نفر           | لامرد شهر جدید تابناک | ۲۹٬۳۸۰ نفر          |
| اشکنان    | اشکنان    | ۲۱٬۵۰۸ نفر       | اشکنان     | اشکنان      | ۴٬۱۳۸ نفر           | اشکنان اهل            | ۹٬۱۱۵ نفر ۳٬۱۷۹ نفر |
| اشکنان    | اشکنان    | ۲۱٬۵۰۸ نفر       | کال        | کال         | ۵٬۰۷۶ نفر           | اشکنان اهل            | ۹٬۱۱۵ نفر ۳٬۱۷۹ نفر |
| علامرودشت | علامرودشت | ۱۰٬۵۷۹ نفر       | کهنویه     | کهنویه      | ..                  | علامرودشت             | ۴٬۰۶۸ نفر           |
| علامرودشت | علامرودشت | ۱۰٬۵۷۹ نفر       | علامرودشت  | علامرودشت   | ۶٬۵۱۱ نفر           | علامرودشت             | ۴٬۰۶۸ نفر           |
| خیرگو     | خیرگو     | ۸٬۶۱۱ نفر        | خیرگو      | چهارطاق     | ۸٬۶۱۱ نفر           | خیرگو                 | ۱٬۸۲۱ نفر           |
| خیرگو     | خیرگو     | ۸٬۶۱۱ نفر        | کمالی      | کمالی       | .. نفر              | خیرگو                 | ۱٬۸۲۱ نفر           |
| چاهورز    | چاه‌ورز    | ۷٬۰۱۰ نفر        | چاه‌ورز     | چاه‌ورز      | ۴٬۱۸۱ نفر           | چاه‌ورز                | ۲٬۳۹۱ نفر           |
| چاهورز    | چاه‌ورز    | ۷٬۰۱۰ نفر        | شیخ‌عامر    | شیخ‌عامر     | ۲٬۸۲۹ نفر           | چاه‌ورز                | ۲٬۳۹۱ نفر           |

## نگارخانه

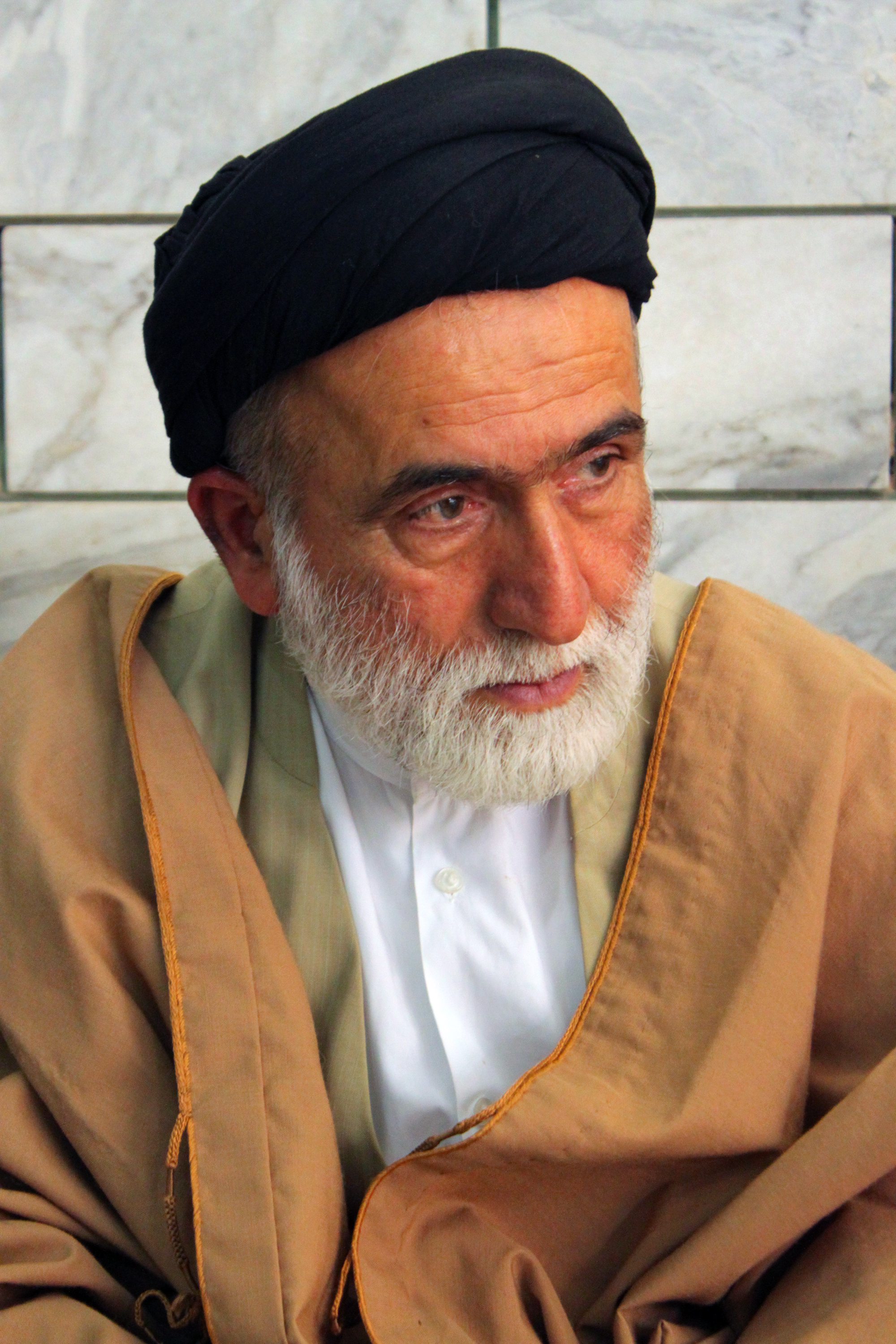
مرحوم علی اصغر هاشمی شهیدی امام جمعه سابق لامرد

سید محمود علوی وزیر اسبق وزارت اطلاعات جمهوری اسلامی

## راه‌های ارتباطی
راه‌های ارتباطی شهرستان لامرد با شهرستان‌های اطراف کشور عبارت‌اند از:
- محور لامرد _ خنج: این مسیر به طول ۱۴۰ کیلومتر تا خنج می‌باشد، که ارتباط این شهرستان با شهرستان‌های شمالی فیروزآباد، لار، جهرم و مرکز استان میسر می‌سازد.
- محور لامرد_ مُهر: این محور به طول ۴۵کیلومتر، لامرد را به شهرستان مُهر منتقل می‌سازد.
- فرودگاه بین‌المللی: یکی از ایده‌آل‌ترین راه‌های ارتباط این شهرستان با سایر نقاط کشور و جهان وجود همین فرودگاه می‌باشد که علاوه بر پروازهای داخلی، پروازهای خارجی نیز در آن صورت می‌گیرد و در زمان وقوع حوادث بهترین وسیله کمک‌رسانی به آسیب‌دیدگان ناشی از حوادث طبیعی می‌باشد.